# Mirage des œufs
Pour les articles homonymes, voir Mirage (homonymie).

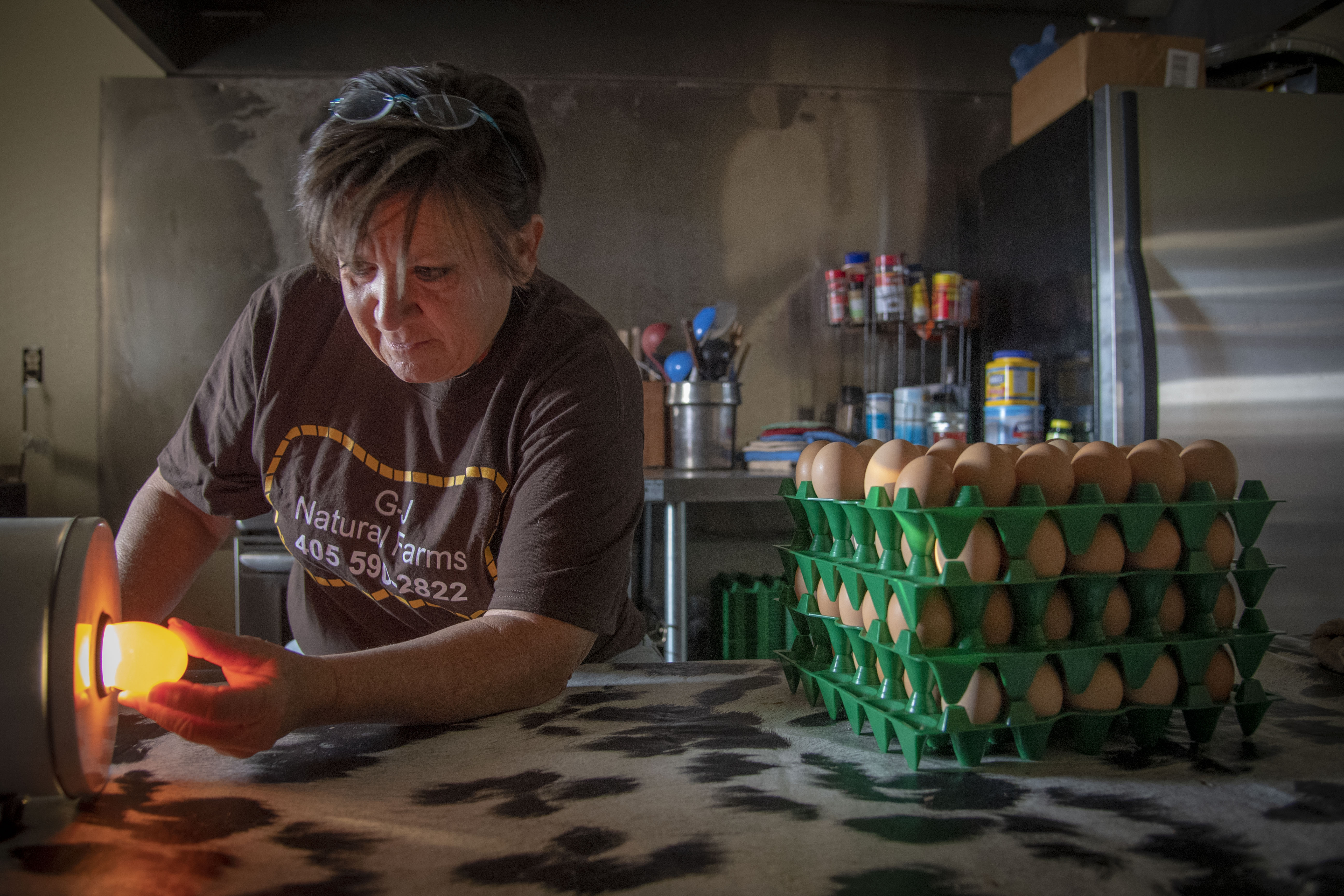
Mirage d'un œuf de poule avec un ovoscope.

Le mirage des œufs est une technique avicole qui permet de détecter les œufs morts afin de les écarter. Cette technique consiste à examiner l'œuf âgé de quelques jours devant une forte source lumineuse de façon à discerner des signes caractéristiques du développement de l'embryon, les filaments, appelés araignées, qui composent le futur réseau veineux. Si ces filaments ne sont pas visibles, l'œuf est mort et doit être ôté de la couveuse afin d'éviter son explosion sous l'effet de la fermentation, ou qu'il ne contamine les autres d'une maladie qui pourrait s'y développer.
Les éleveurs mirent en général deux fois tous les œufs, à cinq jours et à quinze jours.

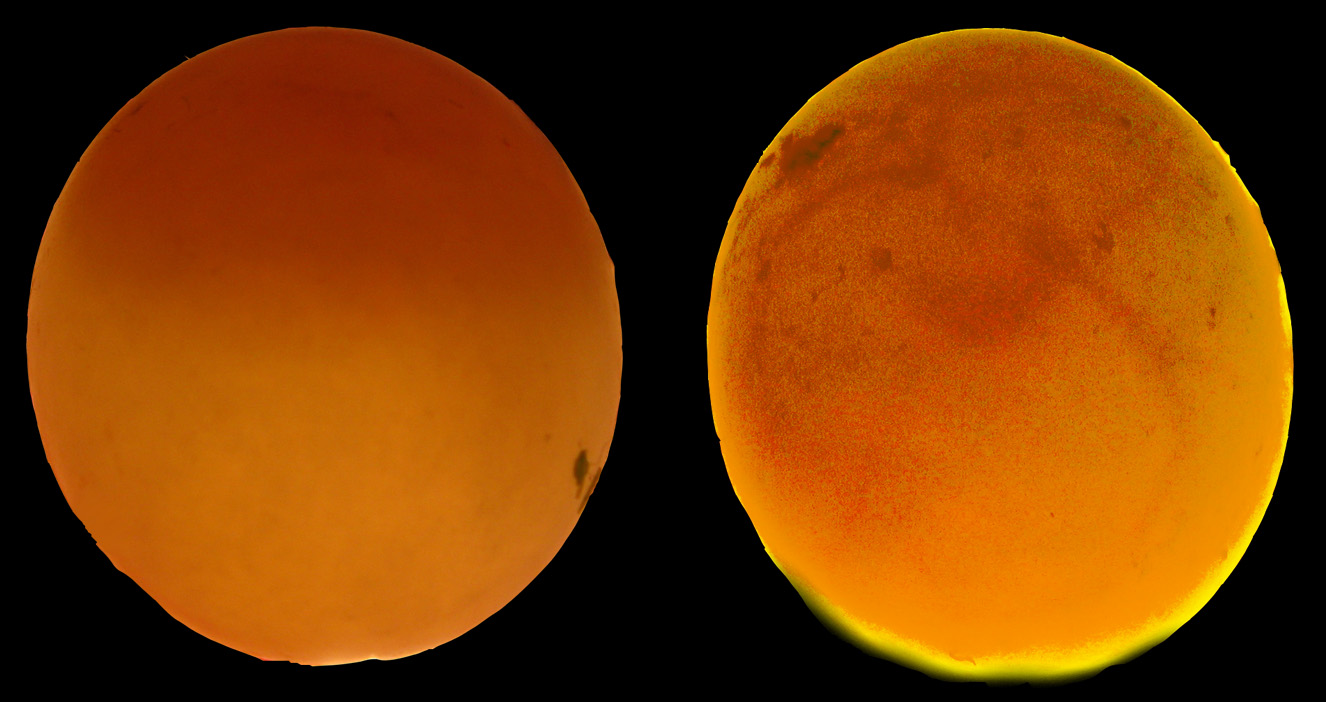
Œufs de perroquet de 6 jours. A gauche, œuf non-fécondé, à droite œuf fertile, aux filaments visibles par transparence.

En cuisine, le mirage permettait de vérifier la fraîcheur de l’œuf à utiliser.

## Outils
Il existe plusieurs types d'outils spécifiques, les ovoscopes, et les mireuses, qui sont des sortes de stylets émettant un faisceau lumineux. À défaut, une lampe de poche peut convenir. Autrefois, les aviculteurs et les cuisiniers miraient l’œuf avec un mire-œuf ou à la chandelle, mais ceci doit se faire dans le noir et la flamme peut nuire à l'embryon.